# Obróbka chemiczna metali
Obróbka chemiczna metali – rodzaj obróbki metali, która polega na chemicznym bądź fizykochemicznym oddziaływaniu na ich powierzchnię w celu wytworzenia określonej  powłoki ochronnej, będącej zabezpieczeniem przed korozją oraz zwiększenia ich wytrzymałości.
Podstawowe sposoby obróbki cieplno-chemicznej to nawęglanie, węgloazotowanie (cyjanowanie) i metalizowanie dyfuzyjne. Obróbka cieplno-chemiczna polega na wprowadzeniu do warstwy powierzchniowej przedmiotu obcego pierwiastka na drodze dyfuzji w podwyższonej temperaturze.